# Sascha Karolin Aulepp

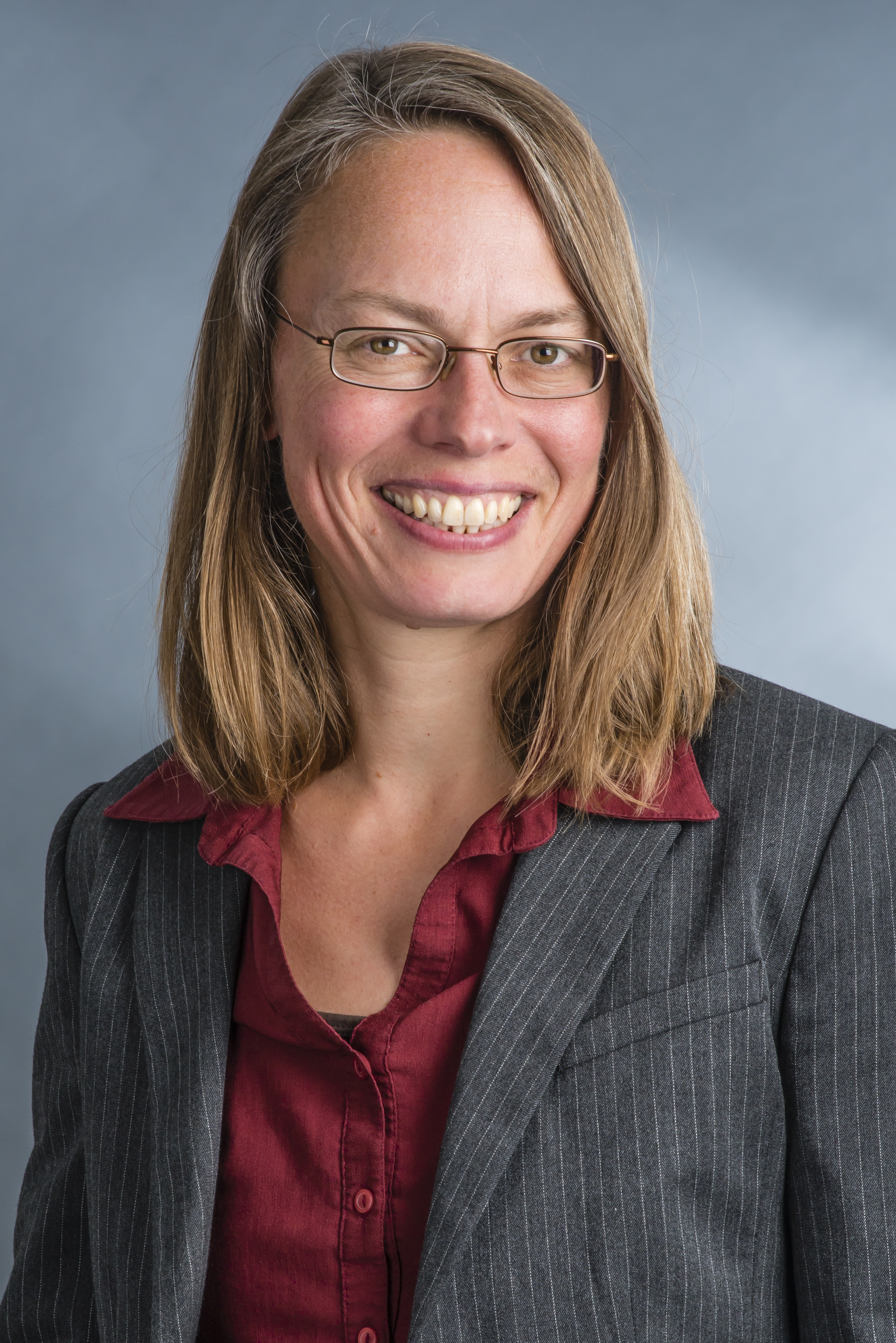
Sascha Karolin Aulepp (2015)

Sascha Karolin Aulepp (* 24. September 1970 in Hanau) ist eine deutsche Juristin, Richterin und Politikerin (SPD). Von 2015 bis 2021 war sie Mitglied der Bremischen Bürgerschaft. Seit Juli 2021 ist sie Senatorin für Kinder und Bildung der Freien Hansestadt Bremen. 

## Biografie

### Familie, Ausbildung und Beruf
Aulepp erwarb 1989 an der Herderschule Kassel das Abitur. Sie studierte bis 1997 Rechtswissenschaften an der Universität Bremen und in Liverpool. Nach dem Ersten und Zweiten Staatsexamen war sie von 2001 bis 2003 als selbständige Rechtsanwältin mit dem Schwerpunkt Zivil- und Familienrecht in Bremen tätig. 2005 war sie wissenschaftliche Mitarbeiterin der SPD-Bürgerschaftsfraktion und seit Ende 2005 Mitarbeiterin im Stab des Bürgermeisters Jens Böhrnsen in der Senatskanzlei der Freien Hansestadt Bremen. Sie wurde 2008 Zivilrichterin und danach Jugendrichterin am Amtsgericht Bremen und 2011 zudem stellvertretende Richterin am Staatsgerichtshof der Freien Hansestadt Bremen bis zu ihrem Einzug in die Bürgerschaft. Während ihrer Zeit als Bürgerschaftsabgeordnete ruhte gemäß § 36 des Richtergesetzes ihr Richteramt.
Aulepp ist verheiratet und hat zwei Kinder. Sie wohnt in Bremen-Mitte.

### Politik
Aulepp ist seit 2005 Mitglied in der SPD. Sie wurde 2012 stellvertretende Vorsitzende und 2014 Vorsitzende des SPD-Ortsvereins Bremen Altstadt-Mitte. Von 2016 bis 2021 war sie Landesvorsitzende der SPD Bremen.
Am 21. Juli 2015 trat sie als Nachfolgerin der ausgeschiedenen Sarah Ryglewski in die Bremische Bürgerschaft ein. Sie war Sprecherin ihrer Fraktion für Recht und Justiz und im Petitionsausschuss, der Staatlichen Deputation für Inneres und als Vorsitzende des Rechtsausschusses tätig. Am 7. Juli 2021 wurde sie in den Bremischen Senat gewählt und übernahm als Nachfolgerin von Claudia Bogedan (SPD) das Ressort der Senatorin für Kinder und Bildung. Mit Aulepps Wahl in den Senat schied sie aus der Bürgerschaft aus; Emin Sükrü Senkal rückte nach. Ende März 2022 sorgte der Umstand für Aufsehen, dass Staatsrätin Regine Komoss Aulepps Behörde nach nur einem Monat im Amt wieder verließ, da „die Zusammenarbeit und die thematischen Schwerpunkte nicht den gegenseitigen Erwartungen entsprachen“.
Im Juli 2024 beantragte die CDU in der Bremischen Bürgerschaft die Abwahl Aulepps. Anlass war die von ihr verfügte Haushaltssperre für das Budget der Bildungsbehörde. Nach Angaben von CDU-Fraktionschef Frank Imhoff war dies "nur der Tropfen, der das Fass zum Überlaufen bringt". Es sei "untragbar", dass 1300 Kinder in Bremen keinen Kitaplatz erhielten, weil Personal fehle und "seit Jahren keine geeigneten Maßnahmen ergriffen wurden". Kritisch äußerte sich Imhoff zu dem Umstand, dass schon vor der Jahresmitte die für 2024 veranschlagten Energiekosten der Schulen überschritten waren. Über die Abwahl sollte am 12. August 2024 in einer Sondersitzung der Bürgerschaft entschieden werden.
Der Misstrauensantrag der CDU scheiterte, da er bei der Abstimmung am 12. August nur 36 Stimmen erhielt. Zur Absetzung der Senatorin wären mindestens 44 Stimmen nötig gewesen. 46 Abgeordnete stimmten gegen den Antrag, und drei enthielten sich. Dem Ergebnis zufolge hatten nicht alle Abgeordneten der Opposition für die Abwahl Aulepps gestimmt, obwohl FDP und Bündnis Deutschland angekündigt hatten, den CDU-Antrag zu unterstützen.

### Weitere Mitgliedschaften
- Mitglied des Jugendhilfeausschusses Bremen von 2011 bis 2015
- Mitglied der Dienstleistungsgewerkschaft Ver.di
- Mitglied im Richterrat (Personalvertretung) beim Amtsgericht Bremen von 2013 bis 2015
- Beisitzerin im Vorstand der Deutschen Vereinigung für Jugendgerichte und Jugendgerichtshilfen